# Thrixspermum arachnitiforme
Thrixspermum arachnitiforme är en orkidéart som beskrevs av Rudolf Schlechter. Thrixspermum arachnitiforme ingår i släktet Thrixspermum och familjen orkidéer. Inga underarter finns listade i Catalogue of Life.